# مارشا آمبروسیوس
مارشا امبروز بیلوپس (زادهٔ ۸ اوت ۱۹۷۷) خواننده و ترانه‌سرای انگلیسی است.
در نوامبر ۲۰۱۶، آمبروسیوس اعلام کرد که با دز بیلوپس نامزد کرده‌است. در مصاحبه ای در سال ۲۰۱۸، او فاش کرد که او و دز در سال ۲۰۱۷ ازدواج کرده‌اند آنها اولین فرزندشان نایلا را در دسامبر ۲۰۱۶ به دنیا آوردند آمبروزیوس از طرفداران لیورپول اف سی است

## آهنگ‌شناسی

### آلبوم‌های استودیویی
| عنوان            | جزئیات آلبوم                                                      | اوج موقعیت‌های نمودار | اوج موقعیت‌های نمودار | اوج موقعیت‌های نمودار | حراجی                  |
| عنوان            | جزئیات آلبوم                                                      | ایالات متحده         | ایالات متحده R&B     | ایالات متحده         | حراجی                  |
| ---------------- | ----------------------------------------------------------------- | -------------------- | -------------------- | -------------------- | ---------------------- |
| آخر شب و صبح زود | - تاریخ انتشار: ۱ مارس ۲۰۱۱ - برچسب: جی                           | ۲                    | ۱                    | -                    | - ایالات متحده: 420000 |
| دوستان و عاشقان  | - تاریخ انتشار: ۱۵ ژوئیه ۲۰۱۴ - برچسب: RCA                        | ۱۲                   | ۲                    | -                    | - ایالات متحده: 72000  |
| نایلا            | - تاریخ انتشار: ۲۸ سپتامبر ۲۰۱۸ - برچسب: منابع انسانی/ eOne Music | -                    | -                    | ۱۸                   |                        |

### تک آهنگها
| سال  | عنوان                                               | اوج موقعیت‌های نمودار | اوج موقعیت‌های نمودار | اوج موقعیت‌های نمودار       | آلبوم              |
| سال  | عنوان                                               | ایالات متحده         | ایالات متحده R&B     | ایالات متحده R&B بزرگسالان | آلبوم              |
| ---- | --------------------------------------------------- | -------------------- | -------------------- | -------------------------- | ------------------ |
| ۲۰۱۰ | " امیدوارم او به شما خیانت کند (با یک بسکتبالیست) " | ۸۸                   | ۲۲                   | ۱۵                         | آخر شب و صبح زود   |
| ۲۰۱۰ | " دور "                                             | ۷۴                   | ۳                    | ۱                          | آخر شب و صبح زود   |
| ۲۰۱۱ | "آخر شب و صبح زود"                                  | -                    | ۳۰                   | ۱۲                         | آخر شب و صبح زود   |
| ۲۰۱۲ | "جنگ سرد"                                           | -                    | 45 [A]               | ۱۸                         | تک آهنگ بدون آلبوم |
| ۲۰۱۳ | "بدون تو" {{سخ}} (با Ne-Yo)                         | -                    | -                    | ۲۱                         | تک آهنگ بدون آلبوم |
| ۲۰۱۴ | "اجرا کن"                                           | -                    | 44 [A]               | ۱۳                         | دوستان و عاشقان    |
| ۲۰۱۴ | "قوی تر" {{سخ}} (با حضور دکتر دره)                  | -                    | -                    | -                          | دوستان و عاشقان    |
| ۲۰۱۷ | "کودک را بیدار نکن"                                 | -                    | -                    | -                          | تک آهنگ بدون آلبوم |
| ۲۰۱۷ | "لو یا"                                             | -                    | -                    | ۲۰                         | نایلا              |
| ۲۰۱۸ | "روزگار قدیم"                                       | -                    | -                    | ۱۷                         | نایلا              |

### ترانه‌های نوشته شده
- ۲۰۰۱: " پروانه‌ها " - مایکل جکسون (شکست ناپذیر)[۱۸]
- ۲۰۰۲: «چیزهای ساده»، «چشم‌های زیبا»، «تنها»، «این عشق»، «تو را بالا ببر» - گلن لوئیس (جهان بیرون از پنجره من)[۱۹]
- ۲۰۰۴: «مرد من» - انجی استون (استون عشق)[۲۰]
- ۲۰۰۶: «سیرک» - کلیس (کلیس اینجا بود)
- ۲۰۰۷: «برو جلو» - آلیشیا کیز (همان‌طور که من هستم)[۲۱]
- ۲۰۰۸: «Wanna Go Back» – سولانژ با حضور مارشا آمبروسیوس و کیو تیپ (SoL-AngeL and the Hadley St. Dreams)
- ۲۰۰۸: «مرا دوست داشته باش یا مرا ترک کن» - راون سایمون (Raven-Symoné)[۲۲]
- 2008: "Do About It", "Mirror" - Girlicious (Girlicious)[۲۳]
- ۲۰۰۸: "موسیقی (همه چیزی که نیاز دارم)" - جازمین سالیوان
- ۲۰۰۹: "ماده" - لتویا (بانوی عشق)
- ۲۰۰۹: "۲۵ به زندگی" - جوجو
- 2015: "Picture Perfect", "When We Make Love" – تایریس گیبسون (Black Rose)
- ۲۰۱۸: «تو را ناک اوت کن» – میا
- ۲۰۱۸: "آهنگ من" - هر